# Гниляне (град)
Вижте пояснителната страница за други значения на Гниляне.
Гниляне или Гиляни (срещат се и формите повлияни от албански Гиляне и Геляни, на албански: Gjilani или Gjilan; на сръбски: Гњилане или Gnjilane) е град в източната част на Косово. Градът е център на едноименната община, както и на Гнилянски окръг.

## Географско положение, граници и размер – Релефът
Територията на община Гниляне се намира в югоизточната част на Република Косово. Площта ѝ е 515 km2, с 4,73% на национално ниво и с броя на хората (при преброяването през 1991 г. според оценката – 110 464 жители) той има дял от 5,5% генерал на Косово. Според прогнозите, Gjilan / Gnjilane има 135 000 жители и участва с 6,42% от общия брой на населението. сброят на 57 населени места, в които има само едно градско селище (само Гниляне с гъстота на населението от 54 095 жители – един от седемте най-големи градски центъра на Република Косово и едноименното седалище на общината), участва с 63 селища или с 4,36% от общия брой населени места в Република Косово (1445 г.).
Подходящото географско положение направи тази територия комуникационна с по-широкия регион от древността, средновековието и по-късно до разширяването, модернизирането и асфалтирането на много съществуващи пътища, но и тези, построени и построени по-късно.
Територията на община Гилан / Гниляне като географско пространство и като пространствомного важна е долината и потокът на река Морава и Бинса, която улесни връзките с космоса на запад, долината Прешево на изток и най-широката област с балканския интериор.
Релефът от юг граничи с естествената, но не и етническата граница на Канадските планини и долината Прешева; от север и североизток има естествената граница на планините Галапи и планините на Жегок; от раждането и на запад с равнините и долината на река Морава.

## История
Произходът на името на косовския град е спорно. Според албански източници то произлиза от името на албанско семейство Гинай (Gjinaj), което се заселило по тези места през 1772 година, след като се преместило от Ново бърдо. Най-вероятен остава славянският произход на името, което подсказва, че то произлиза от гнило място. В 19 век в паланката има българско училище, в което преподава Йосиф Ковачев.
В края на 1915 година в района се провежда Косовската операция през Първата световна война. В резултат от нея сръбската армия понася окончателно поражение, нейните части се изтеглят в Албания, а Косово е освободено от своята първа сръбска окупация. Край града са погребани 76 български войници и офицери от Първата световна война.
По време на Втората световна война районът на Гниляне е под българско управление.
По времето на обединена Югославия там има завод за радиатори и тютюнева фабрика. На 30 октомври 1972 година в града е осъществен показен противобългарски съдебен процес срещу българския гимназиален учител от местното икономическо училище Петър Захаров, открито отхвърлял поне от 1969 година Македонизма освен в града и в Лесковац, Ниш и Цариброд, заявявайки истината за българския произход на местните славянски жители на Македония и техните език и култура и наричайки СР Македония в състава на Титова Югославия фикция и временно и искуствено решение, заради което е осъден на 8 години затвор за „вражеска пропаганда“ по член 118 - ти от Наказателния кодекс на СР Сърбия.

## Население
| Година | Население |
| ------ | --------- |
| 1948   | 8613      |
| 1953   | 9250      |
| 1961   | 12 681    |
| 1971   | 21 258    |
| 1981   | 35 229    |
| 1991   | 51 912    |
| 2010   | 73 125    |

## Известни личности
- Джердан Шакири
- Алберт Буняку
- Агим Рамадани
- Ниязи Рамадани

(Kосонски писатели, поети)

## Побратимени градове
- Лютербак, Франция
- Ипер, Белгия
- Кукъс, Албания